# Cornelis Hartsen

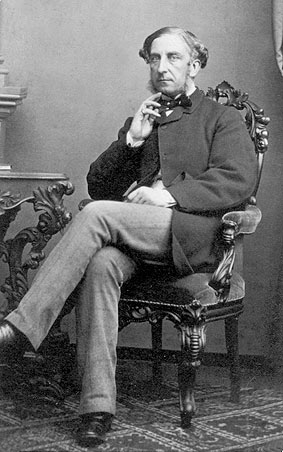
Cornelis Hartsen

Cornelis Hartsen (Amsterdam, 23 januari 1823 – Hilversum, 14 oktober 1895) was een Amsterdams koopman en politicus.
Jonkheer Hartsen was een zoon van Jhr. Pieter Hartsen sr. en telg uit de adellijke familie Hartsen, een voornaam doopsgezind handelsgeslacht afkomstig uit Goch in Duitsland. Samen met zijn broer, Jhr. Pieter Hartsen jr., bezat hij het handelshuis Gebr. Hartsen in Amsterdam en werd als behartiger van de Amsterdamse handelsbelangen in 1859 tot Eerste Kamerlid gekozen. 
Hij was een voorstander van vrijhandel, maar met name op koloniaal gebied, uiterst conservatief. In 1888 werd hij in het eerste coalitie-kabinet, het kabinet-Mackay, benoemd tot minister van Buitenlandse Zaken. Zijn ministerschap verliep redelijk onopvallend en na de uitslag van de verkiezingen van 1891 werd Hartsen vervangen door de liberaal Gijsbert van Tienhoven. 
Hartsen was gehuwd met Sarah Cornelia Wilhelmina van Lennep, dochter van de schrijver Jacob van Lennep. Zij hadden samen één zoon, Jhr. Willem Hartsen (1853-1923) en twee dochters, Jkvr. Maria Cornelia Hartsen (1857-1886), die getrouwd was met de ARP-politicus Theo Heemskerk en Jkvr. Henriëtte Sarah Hartsen (1860-1946), die nationaal bekendheid genoot als filantrope en drankmisbruikbestrijdster, met name voor vrouwen uit de lagere sociale klassen.